# Primera División 1915 (Uruguay)
Het seizoen 1915 van de Primera División was het vijftiende seizoen van de hoogste Uruguayaanse voetbalcompetitie, georganiseerd door de Asociación Uruguaya de Football. De Primera División was een amateurcompetitie, pas vanaf 1932 werd het een professionele competitie.

## Teams
Er namen tien ploegen deel aan de Primera División tijdens het seizoen 1915. De acht ploegen die vorig jaar deelnamen keerden dit seizoen allemaal terug; Bristol FC en Defensor FC promoveerden vanuit de Segunda División.
| Club                      | Stad       | Stadion             | Vorig seizoen |
| ------------------------- | ---------- | ------------------- | ------------- |
| Bristol FC                | Montevideo | Onbekend            | 1e (2ª)       |
| Central FC                | Montevideo | Parque Ricci        | 7e            |
| Defensor FC               | Montevideo | Onbekend            | 2e (2ª)       |
| CA Independencia          | Montevideo | Onbekend            | 8e            |
| Montevideo Wanderers FC   | Montevideo | Estadio Belvedere   | 5e            |
| Club Nacional de Football | Montevideo | Gran Parque Central | 3e            |
| CA Peñarol                | Montevideo | Estadio Belvedere   | 2e            |
| Reformers FC              | Montevideo | Onbekend            | 6e            |
| River Plate FC            | Montevideo | Parque Lugano       | 1e            |
| Universal FC              | Montevideo | Parque Salvo        | 4e            |

## Competitie-opzet
Alle deelnemende clubs speelden tweemaal tegen elkaar (thuis en uit). De ploeg met de meeste punten werd kampioen.
River Plate FC was de vorige twee seizoenen kampioen geworden. Indien ze dit jaar weer de titel hadden veroverd, dan hadden ze de beker mogen houden (de ploeg die driemaal op rij landskampioen werd mocht de beker houden). River Plate eindigde echter pas als zesde, de slechtste eindklassering die ze tot dan toe behaalden op het hoogste niveau.
De titelstrijd ging tussen de rivalen Club Nacional de Football en CA Peñarol. Beide onderlinge duels werden met 2–1 door Nacional gewonnen. Mede daardoor wonnen de Tricolores de landstitel met twee punten voorsprong op Peñarol. De derde plek ging naar Universal FC, vierde werd debutant Defensor FC.
CA Independencia eindigde net als vorig seizoen op de laatste plaats. Ditmaal resulteerde dat wel in degradatie. Ook promovendus Bristol FC (negende) degradeerde.
Behalve de landstitel won Nacional ook de Copa Competencia en de Copa de Honor. Het was voor de tweede maal dat deze beide toernooien werden gewonnen door de landskampioen.

### Kwalificatie voor internationale toernooien
Sinds 1900 werd de Copa de Competencia Chevallier Boutell (ook wel bekend als de Tie Cup) gespeeld tussen Uruguayaanse en Argentijnse clubs. De winnaar van de Copa Competencia kwalificeerde zich als Uruguayaanse deelnemer voor dit toernooi. Sinds 1905 werd om een tweede Rioplatensische beker gespeeld, de Copa de Honor Cousenier. De winnaar van de Copa de Honor plaatste zich namens Uruguay voor dit toernooi. De Copa Competencia en Copa de Honor waren allebei een officiële Copa de la Liga, maar maakten geen deel uit van de Primera División.
In 1913 werd er een derde Rioplatensische beker geïntroduceerd, de Copa Ricardo Aldao (afgekort tot Copa Aldao), genoemd naar de voorzitter van het Argentijnse Club de Gimnasia y Esgrima die de beker had geschonken. De Copa Aldao werd betwist tussen de landskampioenen van beide landen om zo te bepalen wie zich de beste Rioplatensische ploeg zou mogen noemen. In tegenstelling tot de andere twee bekers (waarvan de Uruguayaanse deelnemer werd bepaald in een apart toernooi) werd de Uruguayaanse club die aan de Copa Aldao meedeed dus wel bepaald middels de Primera División. De Copa Aldao werd net als vorig seizoen echter niet gespeeld.

### Eindstand
|     | Club                      | Sp. | W  | G | V  | Pnt. | DV | DT | DS  |
| --- | ------------------------- | --- | -- | - | -- | ---- | -- | -- | --- |
| 01. | Club Nacional de Football | 18  | 13 | 3 | 2  | 29   | 33 | 9  | +24 |
| 2.  | CA Peñarol                | 18  | 12 | 3 | 3  | 27   | 37 | 8  | +29 |
| 3.  | Universal FC              | 18  | 10 | 3 | 5  | 23   | 29 | 25 | +4  |
| 4.  | Defensor FC               | 18  | 9  | 2 | 7  | 20   | 16 | 20 | –4  |
| 5.  | Montevideo Wanderers FC   | 18  | 9  | 1 | 8  | 19   | 19 | 23 | –4  |
| 6.  | River Plate FC            | 18  | 7  | 3 | 8  | 17   | 18 | 15 | +3  |
| 7.  | Central FC                | 18  | 7  | 1 | 10 | 15   | 15 | 19 | –4  |
| 8.  | Reformers FC              | 18  | 5  | 3 | 10 | 13   | 10 | 20 | –10 |
| 9.  | Bristol FC                | 18  | 5  | 1 | 12 | 11   | 9  | 27 | –18 |
| 10. | CA Independencia          | 18  | 2  | 2 | 14 | 6    | 9  | 29 | –20 |

### Legenda

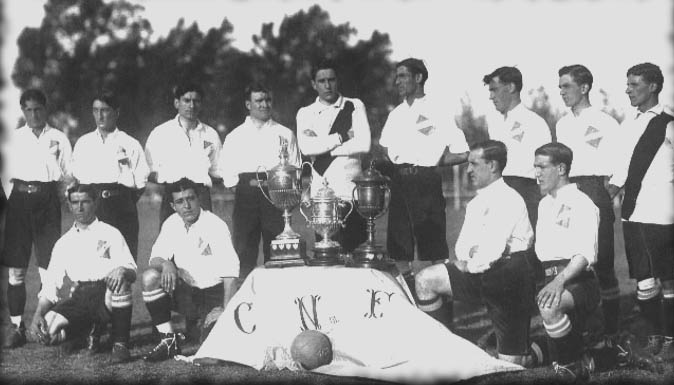
Club Nacional de Football met de in 1915 gewonnen bekers: Tie Cup (links), landstitel (midden) en Copa de Honor Cousenier (rechts).

| Kleur                                                | Kwalificatie voor                       |
| ---------------------------------------------------- | --------------------------------------- |
|                                                      | Tie Cup 1915 (winnaar Copa Competencia) |
| Copa de Honor Cousenier 1915 (winnaar Copa de Honor) |                                         |
|                                                      | Divisional Intermedia 1916              |

| Winnaar Primera División 1915      |
| ---------------------------------- |
| Club Nacional de Football 4e titel |

#### Topscorer
Carlos Scarone van landskampioen Nacional werd topscorer met dertien doelpunten.
| №  | Speler         | Club(s)                   | Goals |
| -- | -------------- | ------------------------- | ----- |
| 1. | Carlos Scarone | Club Nacional de Football | 13    |

1900 · 1901 · 1902 · 1903 · 1904 · 1905 · 1906 · 1907 · 1908 · 1909 · 1910 · 1911 · 1912 · 1913 · 1914 · 1915 · 1916 · 1917 · 1918 · 1919 · 1920 · 1921 · 1922 · 1923 · 1924 · 1925 · 1926 · 1927 · 1928 · 1929 · 1930 · 1931 · 1932 · 1933 · 1934 · 1935 · 1936 · 1937 · 1938 · 1939 · 1940 · 1941 · 1942 · 1943 · 1944 · 1945 · 1946 · 1947 · 1948 · 1949 · 1950 · 1951 · 1952 · 1953 · 1954 · 1955 · 1956 · 1957 · 1958 · 1959 · 1960 · 1961 · 1962 · 1963 · 1964 · 1965 · 1966 · 1967 · 1968 · 1969 · 1970 · 1971 · 1972 · 1973 · 1974 · 1975 · 1976 · 1977 · 1978 · 1979 · 1980 · 1981 · 1982 · 1983 · 1984 · 1985 · 1986 · 1987 · 1988 · 1989 · 1990 · 1991 · 1992 · 1993 · 1994 · 1995 · 1996 · 1997 · 1998 · 1999 · 2000 · 2001 · 2002 · 2003 ·  2004 · 2005 · 2005/06 · 2006/07 · 2007/08 · 2008/09 · 2009/10 · 2010/11 ·  2011/12 · 2012/13 · 2013/14 · 2014/15 · 2015/16 · 2016 · 2017 · 2018 · 2019 · 2020 · 2021 · 2022 · 2023